# Peter Kornbluh
Peter Kornbluh (1956) es el director del Proyecto de Documentación de Chile y del Proyecto de Documentación de Cuba del National Security Archive estadounidense.

## Carrera
Kornbluh jugó un gran rol en la campaña que permitió desclasificar los archivos secretos del Gobierno de Estados Unidos, por medio del Acta de Libertad de Información, relacionados al apoyo de dicho país a la Dictadura de Pinochet en Chile. Autor de varios libros, el más reciente es The Pinochet File: A Declassified Dossier on Atrocity and Accountability (New Press). Kenneth Maxwell escribió una revisión en el fascículo de noviembre/diciembre de 2003 de Foreign Affairs, creando una controversia por la participación de Henry Kissinger en la Operación Cóndor. En el contexto de los 40 años del golpe de Estado de 1973, Kornbluh preparó una edición aumentada de su libro The Pinochet File, que incluye información sobre el escándalo Riggs.

“Todavía nadie sabe cómo realmente Pinochet obtuvo ese dinero“
Peter Kornbluh

### Golpe de Estado en Chile de 1973
Peter Kornbluh asistió en septiembre de 2013 a una serie de conferencias en Chile con motivo de la conmemoración de los 40 años del golpe de Estado de ese país. Hizo una serie de precisiones entre las que se cuenta el rol cardinal de Estados Unidos en la desestabilización y en el golpe militar de ese año.

Kissinger es la persona más responsable en el mundo de la política de intervención contra Allende y de apoyar a Pinochet, sin importar su grado de violencia y terrorismo. Otros miembros del Departamento de Estado preferían coexistir con Allende, pero Kissinger habló con Nixon y advirtió sobre la amenaza que representaba Allende y su elección para los intereses de los Estados Unidos, si toleraba ese mal ejemplo, por su calidad de precedente.”

“Kissinger también habló de la necesidad de asegurar que el gobierno de Allende fracasara para que no lo imitaran otros países latinoamericanos o Europa, como Italia. Para él, una imitación del experimento chileno –la elección democrática de un marxista– podía amenazar los Estados Unidos.”
Peter Kornbluh refiriéndose al rol de Kissinger en el golpe. 

“Kissinger y Agustín Edwards deberían reunirse y dar una disculpa juntos. La evidencia es clara. Agustín Edwards fue una de las personas más involucradas como conspirador y colaborador de la CIA y los militares. Tenemos los documentos desclasificados para probarlo.
Peter Kornbluh respecto al rol de Agustín Edwards, propietario del diario El Mercurio en el golpe.

Dentro de los temas discutidos estuvieron los distintos planes de intervención estadounidense electoral y postelectoral en las elecciones presidenciales de Chile en 1970.

### Apoyo de los brasileños a las prácticas golpistas de Estados Unidos
El National Security Archive divulgó en 2002 un documento secreto, fechado en diciembre de 1971, en el cual Richard Nixon comentaba al primer ministro Edward Heath, de Gran Bretaña, que Brasil apoyaba la posición de Washington D. C. y agregaba que los brasileños ayudaron a manipular la elección uruguaya.
En la conversación entre Nixon y Médici, en la que también participó el entonces mayor general Vernon Walters, según el primer documento fechado 9 de diciembre de 1971 y elaborado por el entonces asesor de Seguridad Nacional Henry Kissinger, se registra que Nixon le preguntó a su contraparte brasileña su evaluación de la situación en Chile, y Médici le respondió que Allende sería derrocado por muchas de las mismas razones por las que João Goulart había sido derrocado en Brasil. Nixon preguntó si Médici consideraba que las fuerzas armadas de Chile eran capaces de derrocar a Allende, a lo cual el brasileño le respondió que sí, y agregó que Brasil estaba intercambiando muchos oficiales militares con Chile.
Nixon enfatizó que Washington D. C. y Brasilia tenían que trabajar muy de cerca en esto, pero que no podía aparecer la mano estadounidense en esa cooperación, aunque había disposición de aportar apoyo incluso financiero para esos fines. Por tanto, Nixon también le propuso al brasileño un canal de comunicación secreto entre ambos más allá de los diplomáticos normales, y que nombraría a Kissinger como se representante para este canal; por su parte, Médici nombró a su canciller Gibson Barbosa para el mismo fin.